# Scorpaena izensis
Scorpaena izensis behoort tot het geslacht Scorpaena van de familie van schorpioenvissen. Deze soort komt voor in de Indische Oceaan en het westen van de Grote Oceaan op diepten tot 80 tot 200 m. De vis kan een lengte bereiken tot 44.5 cm en 1500g wegen. De stekels van de vis zijn giftig.